# Magnus Birgersson

COA family sv Birger

Magnus Birgersson (1300 - Estocolmo, 1320). Príncipe heredero de Suecia, hijo de Birger I Magnusson y Marta Eriksdotter de Dinamarca. Fue elegido para ser rey de Suecia en 1319, pero nunca sería coronado.
Magnus fue nombrado desde 1304 como el heredero del trono de Suecia, siendo reconocido incluso por sus tíos los duques Erik y Valdemar, enemigos de su padre.
Cuando Birger Magnusson fue hecho prisionero por Erik y Valdemar, Magnus fue conducido a Dinamarca, la tierra de su madre, donde al parecer vivió hasta 1317, al resguardo de la guerra civil en Suecia.
En 1317 ocurrió un nuevo levantamiento contra Birger Magnusson, y Magnus decidió regresar a Suecia en apoyo de su padre, al mando de un pequeño ejército danés. Sus partidarios lo elegirían nuevo rey en 1319 en las Piedras de Mora, tras la destitución formal de su padre en 1318. Su ejército fue sitiado en Stegeborg por los rebeldes suecos y hecho prisionero. Fue conducido al Castillo de Estocolmo, donde sería ejecutado en 1320.
Su cuerpo fue sepultado en el Convento Franciscano de Estocolmo, actual Iglesia de Riddarholmen, en la misma tumba de su abuelo Magnus Ladulás.
- Datos: Q3277222